# Пепельница
Пе́пельница — ёмкость для табачного пепла и использованных табачных изделий (окурков сигарет, сигар).

## Описание
Пепельницы изготавливаются, как правило, из негорючих материалов, таких как стекло, керамика или металл, чаще всего нержавеющая сталь. Стандартные пепельницы представляют собой тарелочки из стекла, металла, пластика или керамики с несколькими, обычно четырьмя, выемками для сигарет.
В помещениях пепельницу располагают зачастую на столе. В офисах и магазинах возможна установка напольных и настенных вариантов пепельниц. В крупных магазинах на железнодорожных станциях на установленных урнах можно увидеть отдельный контейнер-пепельницу. Её легко очищать, и она не позволяет мусору воспламениться от непогашенных окурков. В машинах и на поездах пепельницы, как правило, встроенные. Существуют также образцы для карманного ношения.
Пепельницы разделяют на сигаретные, сигарные и для трубки. Сигарные пепельницы имеют более широкие выемки.
Пепельницы в общественных местах, таких как бары в некоторых странах, становятся всё более редкими из-за распространения запретов на курение.
Наличие удобно расположенной пепельницы повышает чистоту и пожаробезопасность.
Пепельницы являются объектом коллекционирования.
Несмотря на категорический запрет курения в салонах и туалетах пассажирских самолётов, туалеты на борту авиалайнеров обязательно оборудуются пепельницами. Это сделано по требованиям противопожарной безопасности - в случае, если вдруг пассажир будет курить в туалете несмотря на запрет, он должен выбросить окурок в пепельницу, а не в мусорный контейнер, заполненный бумажными полотенцами и туалетной бумагой, чтобы предотвратить пожар на борту.

## Виды
- Настольная пепельница для сигарет
- Пепельница-вертушка — с механизмом, опрокидывающим пепел внутрь
- Настенная
- Карманная пепельница
- Уличная